# محمد مجد
محمد مجد (1940 – 2013) ممثل مغربي. قام بالتمثيل في عدة أفلام منها الفيلم السينمائي الزيرو. ويعد محمد مجد هرما من أهرام الفن المغربي، قدم العديد من الأعمال السينمائية والتلفزية، مغربية وعربية وعالمية أهلته ليكون أحد أنجح الممثلين المغاربة.

## مشواره الفني
بدأ محمد مجد رحلته مع السينما منذ سنة 1966، حيث كان يتردد، حسب ما ورد على لسانه في حوار خص به «المغربية» بتاريخ 13 يناير 2008، إلى بيت أحمد الناجي، رفقة العديد من الأصدقاء المهتمين بالفن الذين سيشكلون في ما بعد النواة الحقيقية للسينما المغربية.
وكان من بينهم الرشيش، والسقاط، والبرمكي، والسيناريست البوعناني، والممثل محمد الحبشي، لتأتي فكرة تصوير أول فيلم سينمائي قصير كان من إخراج مجيد الرشيش سنة 1967 بعنوان «6 و12»، ليأتي بعد ذلك الفيلم الثاني للمخرج نفسه تحت عنوان «الغابة» سنة 1968، الذي شارك في مهرجان قرطاج بتونس سنة 1970، ونال الجائزة الأولى، تم تلاه فيلم «البراق» سنة 1970 للمخرج ذاته.
أما أول تجربة عالمية فكانت في فيلم «شهرزاد» لفيليب دوبروكا، و«الرسالة» للراحل مصطفى العقاد، الذي يعتبر بمثابة البداية الحقيقية لمحمد مجد وللعديد من الممثلين المغاربة في عالم السينما، وكان ذلك سنة 1974.
ومنذ ذلك التاريخ وحتى سنة 1998، كان مجد يشارك في بعض الأفلام الأجنبية، كما كانت له علاقات كبيرة مع بعض المخرجين العالميين، الذين أصبحوا في ما بعد يعتمدون عليه في اختيار الممثلين وبعض أماكن التصوير، كما كان من أبرز الممثلين في تلك الفترة بالمغرب.
ومع بداية سنة 1999، ستولد السينما المغربية الحقيقية مع العديد من المخرجين المغاربة، وكانت الانطلاقة بفيلم «علي زاوا»، لنبيل عيوش سنة 1999، ثم «عود الريح»، لمحمد البوعناني، وداود أولاد السيد سنة 2000، ليتبعه «وبعد» لمحمد إسماعيل سنة 2002، ثم «ألف شهر» لفوزي بنسعيدي سنة 2003، ليعقبه «لحظة ظلام» لنبيل عيوش سنة 2004، ثم «طريق النهر» لنيكولا كازالي سنة 2005، و«السفر الكبير» لإسماعيل فروخي 2006.
وجاء بعده «ريح البحر» لعبد الحي العراقي سنة 2006، وفي «انتظار بازوليني» سنة 2008، ثم «عين النساء» لرادو رادو ميهايلينو، الذي مثل المغرب في «كان»، وكان العمل بمعدل فيلم واحد في السنة تقريبا، وهي نسبة مهمة جدا بالنسبة إلى المغرب، فبينما لم يكن الفنان في المغرب يعمل إلا في فيلم واحد كل أربع أو خمس سنوات، كانت هناك إمكانية للعمل كل سنة تقريبا بالنسبة إلى مجد.
ويُجمع العديد من المتتبعين للسينما المغربية، على قوة أداء الراحل، وعلى كونه واحدا من الممثلين القلائل الذين أقنعوا في جل أدوارهم

## تكريمات وجوائز عالمية
حظي بتكريمات خاصة في بلجيكا، وإسبانيا وفرنسا، والمغرب حيث كرمته الدورة السادسة لمهرجان مراكش الدولي للفيلم كما كرمته الدورة المنصرمة لمهرجان تطوان السينمائي المتوسطي (مارس 2012).
وكان منظمو مهرجان سينما الهجرة أعلنوا، أخيرا، عن تكريمه في الدورة المقبلة، كما حصل على وسام الاستحقاق الفرنسي للفنون والآداب من باريس والعديد من الشهادات التقديرية من بلجيكا، وإسبانيا، وإيطاليا.
ونال جوائز مهمة من كافة أنحاء أوروبا، ومن الهند والأرجنتين، ومصر، حيث حصل على الجائزة الكبرى لمهرجان القارات الثلاث سنة 2004، وجائزة أحسن ممثل في مهرجان نانت الفرنسي (2001) عن دوره في فيلم «عود الريح» لداوود اولاد السيد، وأحسن ممثل في المهرجان الوطني للفيلم بطنجة عن دوره في«السفر الطويل» (2005)، كما حصل على الجائزة نفسها في إحدى دورات مهرجان «مار ديل بلاتا» بالأرجنتين.

## وفاته
توفي محمد مجد صبيحة يوم الخميس 24 يناير 2013 عن 73 عاماً حيث أثر عليه المناخ والتكييف الذي تعتمد عليه فنادق دبي، مما جعله يضطر إلى الاستعانة بتقنيات التنفس الاصطناعي في رحلة العودة من دبي بالطائرة وبعد وصوله أجرى فحوصات طبية أكدت إصابته بمشاكل في التنفس استدعت نقله إلى غرفة العملية المركزة، غير أن تدخلات الأطباء لم تنفع لإنقاذه، لتوافيه المنية مخلفا إرثا سينمائيا كبيرا، اللهم ارحم جميع أموات المسلمين.

## بعض أعماله

### الأفلام
- 1972: البراق
- 1976: الرسالة
- 1984: أفغانستان لماذا؟
- 1988: Deadline
- 1990: ألف ليلة وليلة
- 1998: أصدقاء الأمس
- 2000: علي زاوا
- 2001: شادية
- 2001: عود الريح
- 2001: أمواج البر
- 2002: طيف نزار
- 2002: Les Chemins de l'oued
- 2002: ولد الحمرية
- 2002: وبعد
- 2003: لحظة ظلام
- 2003: رحيل البحر
- 2003: ألف شهر
- 2004: فطومة
- 2004: نافح العطسة
- 2004: الرحلة الكبرى
- 2005: C.R.A.Z.Y.
- 2005: سريانا
- 2005: حكاية زروال
- 2005: الطريق الصحيح
- 2006: بلديون
- 2006: الحي الخلفي
- 2007: في انتظار بازوليني
- 2007: علي بابا والأربعون حرامي
- 2007: طريق العيالات
- 2007: سميرة في الضيعة
- 2007: ريح البحر
- 2008: خيط البحرار
- 2010: احرائق
- 2011: عين النساء
- 2011: القرصان الأبيض
- 2012: ملاك
- 2012: الزيرو
- 2012: أندرومان
- 2012: الطفل الشيخ
- 2014: أرض الوطن
- 2014: كان يا ماكان
- 2014: زينب... زهرة أغمات
- 2014: الأطلنطي

### المسلسلات
- 1988: بوعزة الحكيم
- 1997: سليمان (مسلسل)
- 1998: سرب الحمام
- 2002: صقر قريش
- 2003: ربيع قرطبة
- 2009: المجدوب
- 2010: ياك حنا جيران
- 2011: ديما جيران
- 2012: Hunted
- 2012: الحياني